# Свинец (снаряд)

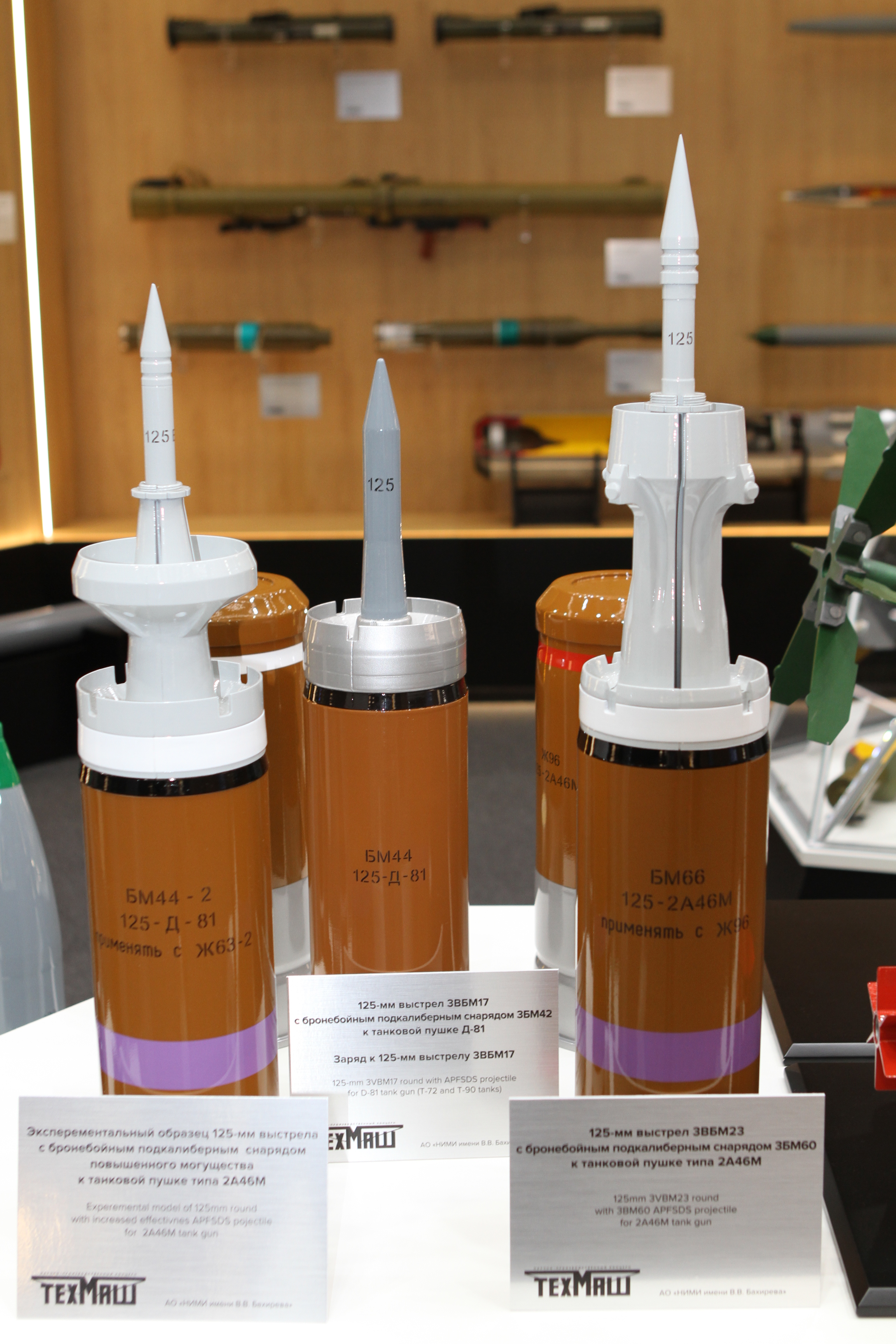
3БМ60 «Свинец-2» справа. 3БМ42 «Манго» в центре

«Свине́ц» — советский бронебойный оперённый подкалиберный снаряд (БОПС) кинетического действия калибра 125 мм. Разработка снаряда начата в 1985 году в СССР. Индекс ГРАУ, присвоенный активной части снаряда — 3БМ46, индекс самого́ снаряда — 3БМ48. БОПС принят на вооружение в 1991 году.

## Конструкция
Стандартные советские танковые автоматы заряжания имеют существенные ограничения по длине снарядов, поэтому ОБПС «Свинец» является практически предельным по длине снарядом, который допускается к использованию в советских основных боевых танках без модернизации автомата заряжания. Длина активной части снаряда составляет 63,5 сантиметра. Сердечник изготовляется из сплава на основе обеднённого урана и имеет высокое удлинение, что повышает его пробиваемость, а также снижает воздействие динамической защиты, так как чем больше длина снаряда, тем меньшая его часть за определённый момент времени взаимодействует с пассивной и активной преградами. Введены подкалиберные стабилизаторы, что повышает точность снаряда, также используется новое композитное ведущее устройство с двумя зонами контакта. ОБПС «Свинец» являлся самым мощным советским снарядом для 125-мм танковых орудий. Гарантированная бронепробиваемость по гомогенной стальной плите с 2 км по нормали — 600 мм, средняя — 650 мм.